# Убийство Муаммара Каддафи
Уби́йство Муа́ммара Кадда́фи произошло 20 октября 2011 года после завершения битвы за Сирт — последнего сражения первой гражданской войны в Ливии.

## Убийство
Утром 20 октября 2011 года отряды Национального переходного совета предприняли очередной штурм Сирта, в результате которого им удалось взять город. При попытке вырваться из осаждённого города Муаммар Каддафи был взят повстанцами в плен.
НАТО опубликовало коммюнике с отчётом, согласно которому примерно в 08:30 (06:30 по Гринвичу) его авиация (самолёты ВВС Франции) нанесла удары по одиннадцати военным машинам армии Каддафи, составлявшим часть большой колонны (приблизительно из 75 машин), которая быстро двигалась по дороге в пригороде Сирта. В коммюнике, в частности, говорится: «Эти машины выехали из Сирта с большой скоростью и пытались расчистить себе путь. Они везли много оружия и боеприпасов, что представляло серьезную угрозу для местных жителей».
После того как удар с воздуха подбил одну из них, «группа из двух десятков транспортных средств режима Каддафи направилась с большой скоростью на юг, продолжая представлять собой серьёзную опасность. [Самолёты] НАТО сделали их своей целью, уничтожили или повредили около десятка из них». В этом коммюнике НАТО утверждает: «в момент этой бомбардировки в НАТО не знали, что в колонне находился Каддафи. Действия НАТО были продиктованы только необходимостью уменьшить опасность для мирного населения, как этого требует мандат ООН… НАТО не охотится за отдельными лицами».
Схваченный в результате взятия Сирта экс-начальник службы внутренней безопасности генерал Мансур Дао рассказал следующее:
Мы решили выбраться после того, как были окружены, и место перестало быть безопасным. Мы хотели прорваться в соседний район Джариф. Однако при выезде из города мы подверглись мощному обстрелу и были снова окружены. Все наши машины были уничтожены. Нам пришлось разделиться на группы. Мы пешком направились в сторону Джарифа. Я был с Каддафи и министром обороны. С нами была небольшая группа охраны. Потом меня ранило, и я потерял сознание. Что было дальше, я не знаю.
Находившийся до конца с Каддафи его личный водитель Хунейш Наср рассказал: «Революционеры шли за нами. Он не был напуган, но, кажется, не знал, что делать. Это был первый и последний раз, когда я его видел в таком состоянии».
По словам Абделя Маджида, Каддафи был ранен в обе ноги. Его оттащили в дренажный трубопровод, расположенный под дорогой, где он потом и был найден солдатами Национального переходного совета.
Повстанцы сумели захватить Каддафи, после чего его сразу окружила толпа, которая стала издеваться над ним. Люди с криками «Аллах акбар!» принялись стрелять в воздух и тыкать автоматами в полковника. Последний взывал к совести повстанцев, клеймя их позором: «Харам алейкум… Харам алейкум… Позор вам! Вы не ведаете греха?!». Затем Каддафи с залитым кровью лицом повели к автомобилю, где посадили на капот.
Помимо Каддафи, был захвачен и его сын Мутаззим, впоследствии убитый при невыясненных обстоятельствах. Также был убит один из участников переворота 1969 года и членов СРК, министр обороны и главнокомандующий вооружёнными силами, бригадный генерал Абу Бакр Юнис Джабер.
По некоторым данным, Муаммара Каддафи пыталась вывезти из Ливии в Нигер группа южноафриканских наёмников из 19 человек по специально заключённому контракту. Авиация НАТО открыла огонь и остановила конвой из внедорожников, иностранцам дали возможность скрыться.
Появившиеся позднее видеозаписи последних минут жизни Каддафи опровергли первоначальную официальную версию Национального переходного совета Ливии о случайной гибели полковника в ходе перестрелки. Стало ясно, что он был убит в результате самосуда захватившими его в плен повстанцами.
Подтверждением этого служат представленные правозащитной организацией Human Rights Watch видеоматериалы, на которых видно, что глава Джамахирии был захвачен живым, но с серьёзным осколочным ранением в голову. Видеозаписи свидетельствуют, что повстанцы наносили ещё живому Каддафи многочисленные штыковые ранения по ягодицам и сыпали в раны песок, одновременно поддерживая бывшего лидера за простреленные в плечах руки. Надругательства продолжались с 9 утра до 12 дня по местному времени, после чего пленного в знак унижения протащили за ноги по улицам Сирта. В момент, когда окровавленного полковника, наконец, погрузили в автомобиль для транспортировки в госпиталь, он уже не подавал признаков жизни.
Многочисленные слухи о попытках убить Каддафи существовали и ранее. Так, 27 июня 1980 года у берегов Сицилии потерпел крушение итальянский пассажирский самолёт. Все находившиеся на борту, 81 человек, включая 13 детей, погибли. По одной из теорий заговора, крушение было следствием попытки французских ВВС сбить самолёт, в котором летел Каддафи или другой высокопоставленный ливиец, согласно другой — крушение было следствием взрыва бомбы, заложенной в самолёт участниками Красных бригад. В 2013 году Верховный уголовный суд Италии пришёл к выводу, что крушение произошло в результате ошибочного ракетного удара со стороны Военно-воздушных сил Италии, и обязал итальянское государство выплатить 100 млн долларов семьям погибших. При этом бывший президент Италии Франческо Коссига заявил, что самолёт был сбит умышленно.
17 октября 2012 года Human Rights Watch опубликовала 50-страничный доклад «Смерть диктатора: кровавая месть в Сирте», приуроченный к годовщине падения режима Каддафи. В докладе организация пришла к выводу, что новые ливийские власти не выполнили данное ими обещание расследовать обстоятельства смерти главы Джамахирии, его сына и десятков их казнённых сторонников. Проведённое экспертами группы HRW расследование показало, что вскоре после пленения Каддафи были задержаны и подвергнуты жестоким издевательствам 66 сопровождавших его сторонников. Правозащитникам удалось документально подтвердить гибель не менее 17 из них на основе видеозаписей, сделанных самими повстанцами на камеры мобильных телефонов.

## После убийства
Тела Муаммара Каддафи, его сына и Абу Бакра Юниса Джабера были выставлены на всеобщее обозрение в промышленном холодильнике для овощей в торговом центре в Мисурате. На рассвете 25 октября все трое были тайно похоронены в Ливийской пустыне. На этом закончилось 42-летнее правление полковника Каддафи и революция, которую он провозгласил после свержения монархии в 1969 году.
После гибели Муаммара Каддафи в Сирте были осквернены и уничтожены могилы матери Каддафи, его дяди и ещё двоих родственников. По сообщениям алжирской газеты «Ан-Нахар», боевики из группировки «Течение джихада» разрушили надгробные плиты, вытащили из могил кости усопших и сожгли их. Осквернению подверглась также и могила отца Каддафи.

## Международная реакция
Узнав о гибели Муаммара Каддафи по SMS, госсекретарь США Хиллари Клинтон рассмеялась и прокомментировала это словами «Это хорошая новость» и «Мы пришли, мы увидели, он умер». На видео, снятом в американском посольстве в Кабуле, показаны кадры того, как одна из её помощниц по имени Хьюма Абедин показала ей смартфон BlackBerry, на новостной ленте которого появилась информация о том, что Каддафи пойман, на что Клинтон отреагировала словами «Wow, unconfirmed reports about Gaddafi being captured» («Ого, неподтверждённое сообщение о поимке Каддафи»).
Управление Верховного комиссара ООН по правам человека, Международная амнистия и российский МИД потребовали провести тщательное расследование обстоятельств смерти Каддафи.
Официальный представитель МИД Ирана Рамин Мехманпараст, комментируя смерть Каддафи, заявил: «Деспоты и угнетатели на протяжении всей истории заканчивали одинаково — бесславной гибелью». По его словам, и руководство, и простые граждане Ирана очень рады произошедшим в Ливии событиям, а тиран Каддафи был обречён, поскольку игнорировал права своего народа. Однако президент Ахмадинежад раскритиковал внешнее вмешательство.
Владимир Путин назвал кадры с пленным Каддафи «ужасными, отвратительными сценами расправы», «когда на экранах всего мира показали, как его убивают, всего в крови. Вот это демократия? А кто это сделал? Беспилотники, в том числе американские, нанесли удар по его колонне. Потом по радио через спецназ, который не должен был быть там, на территории, подогнали так называемых оппозиционеров и боевиков и уничтожили без суда и следствия».

## Завещание
23 октября рядом новостных агентств было обнародовано завещание Муаммара Каддафи, датированное 17 октября. В завещании он просит похоронить его тело по исламскому обычаю на кладбище в Сирте, где захоронены его родственники. Также он потребовал от своих сторонников продолжать борьбу с иностранными агрессорами.